# ジャンネット・デ・ロッシ
ジャンネット・デ・ロッシ（Giannetto de Rossi, 1941年8月8日 - 2021年4月10日）は、イタリア王国ラツィオ州ローマ出身のメイクアップアーティスト、特殊メイクアーティスト、特殊効果技師、映画監督である。

## 人物
ベルナルド・ベルトルッチ、セルジオ・レオーネ、フェデリコ・フェリーニ、フランコ・ゼフィレッリ、デヴィッド・リンチなど、多くの著名な監督の映画での特殊メイク及びメイクアップや、カルト映画監督のルチオ・フルチ、アレクサンドル・アジャの作品における特殊メイク及び特殊視覚効果で知られる。
彼は特に、ホラー映画でのリアルな特殊メイクで知られた。ただしキャリア全体を通してホラー映画の割合は決して多くはなく、とくに1980年代後半以降は文芸映画、SF映画、アクション映画の方が多数と言える。
父親のアルベルト・デ・ロッシもイタリア映画界のメイクアップ・アーティストとして、オードリー・ヘプバーン、エリザベス・テイラー、クラウディア・カルディナーレなど大スターのメイクを担当した。
妻のミレッラ・デ・ロッシは映画のヘアスタイリストであり、しばしば夫婦で映画撮影に参加していた。
マウリツィオ・トラーニやロザリオ・プレストピーノといった優秀なメイクアップアーティストを育てたことも功績と言える。
しばしば混同されるイタリアの特殊効果技師ジーノ・デ・ロッシ（Gino de Rossi、『ラストエンペラー』（1987年）で英国アカデミー賞特殊効果賞にノミネート）とは別人である。

## 経歴
1941年、ローマのチネチッタスタジオで働くメイクアップアーティスト、アルベルト・デ・ロッシの長男として生まれる。また、祖父のカミッロ・デ・ロッシはイタリア映画界で初のメイクアップアーティストとされる人物であり、幼少期から父と祖父にメイクアップの技術を学んだ。
10代後半から映画のメイクアップアーティストとなり、ルキノ・ヴィスコンティ監督の『山猫』（1963）、フランコ・ゼフィレッリ監督の『じゃじゃ馬ならし』（1967）、セルジオ・レオーネ監督の『ウエスタン』（1968）などの大作映画で、父アルベルトの助手を務める。
やがて父アルベルト名義の『ワーテルロー』（1970）では、父からメイクアップ及び特殊メイクの仕事をすべて任された。以降は父の助手から独立して、テレンス・ヤング監督の『バラキ』（1972）、エットレ・スコーラ監督の"La più bella serata della mia vita"（1972）などでメイクアップを担当。
1973年、ルチオ・フルチ監督のコメディ映画『エロティシスト』（1973）の特殊メイクを担当。デ・ロッシは、出演する俳優を実在する政治家に似せる特殊メイクを施し、劇中における悪夢のシーンのSFX特殊効果も手がけた。やがて本作の6年後に組んだ映画で、デ・ロッシとフルチは世界的に注目を集めることとなる（後述）。
1974年、イタリアで製作されたゾンビ映画『悪魔の墓場』（1974）でゾンビの特殊メイクを担当。カラーでのゾンビの特殊メイクとしては、イギリス映画『吸血ゾンビ』（1966）でのロイ・アシュトンのメイクや『死体と遊ぶな子供たち』（1971）でのアラン・オームスビーのメイクと並ぶ最初期の作品であり、その視覚的インパクトは現在でも高く評価されている。公開当時もオカルト映画ブームの中でこの映画はかなりの話題を呼んだ。
1977年、ジョー・ダマトの映画"Emanuelle in America"（1977）では、悪名高いスナッフフィルムのシーンにおいて特殊メイク及び特殊視覚効果を手がけた。デ・ロッシが作り出した残酷描写の特殊効果は非常に説得力があり、多くの観客から本物の殺人映像ではないかとの訴えが起こり、フィルムが裁判所に差し押さえられた。また、出演した女優はこのシーンに出演したトラウマで精神疾患になったと訴え裁判を起こしたことで話題となった。この映画を見たデヴィッド・クローネンバーグ監督は、デ・ロッシと助手マウリツィオ・トラーニによるスナッフフィルムのシーンから映画『ヴィデオドローム』（1983）の着想を得た。
同時期、巨匠フェデリコ・フェリーニ監督の『フェリーニのカサノバ』（1976）や、ベルナルド・ベルトルッチ監督『1900年』（1976）といった名作映画において特殊メイク及びメイクアップを担当する。
1979年、ルチオ・フルチのホラー映画『サンゲリア』（1979）の特殊メイクを担当。この映画は世界的なヒットを遂げ、監督フルチとともに、デ・ロッシの名前も世界中に知られるようになった。当初、フルチはジョージ・A・ロメロ監督の『ゾンビ』（1978）の特殊メイクの模倣を要求したが、デ・ロッシはロメロ作品におけるトム・サヴィーニの特殊メイクとは異なるデザインを考案し、粘土とラテックスによる腐乱死体を思わせるメイクアップを完成させた。結果はフルチを満足させ、今日でもこの映画の特殊メイクは優れていると考えられてる。また、ゾンビに襲われた女性の目に木片が突き刺さるシーンは、イタリアン・ホラーの最も有名なシーンの1つとなった。
デ・ロッシはフルチの翌年の映画『ビヨンド』（1980）でも特殊メイクを担当。前作をしのぐ印象的な残酷描写を作りだし、更なる名声を高めた。ゾンビや犠牲者のメイクアップはデ・ロッシと助手マウリツィオ・トラーニが担当し、犠牲者の頭部破壊シーンではダリオ・アルジェント組のジェルマーノ・ナターリ（Germano Natali）に応援を依頼。ナターリが作成したダミーヘッドにデ・ロッシとトラーニが作成したタランチュラを絡ませたり、ナターリが作成したダミーヘッドの破壊シーンとデ・ロッシ及びトラーニが作成した唇・舌・歯・眼球の破壊シーンとを編集するなどによってスプラッター場面を完成させた。
さらに翌年のフルチ監督作『墓地裏の家』（1981）の特殊メイク担当者としても、ジャンネット・デ・ロッシがマウリツィオ・トラーニとともにクレジットに記載されている。しかし、デ・ロッシの証言によると多忙のためこの映画の現場には参加しておらず、実際に特殊メイクを手がけたのはトラーニだけであった。
プロデューサーのディノ・デ・ラウレンティスに招かれ、ハリウッドで製作された2本の映画『デューン/砂の惑星』（1984）と『キング・オブ・デストロイヤー/コナンPART2』（1984）で特殊メイクを担当する。デ・ロッシは『デューン/砂の惑星』で、特殊造形担当のカルロ・ランバルディとともに水槽に浮かぶ胎児の姿をしたギルドのナビゲーターの造形に参加。さらにランバルディが期日までに制作に着手できなかったサンドワームの造形をわずか3日で作成した。さらに『キング・オブ・デストロイヤー/コナンPART2』でアンドレ・ザ・ジャイアントが着用したダゴスのモンスタースーツなど、数多くの印象的な特殊効果を制作した。
1980年代後半には『ランボー3/怒りのアフガン』（1988）の特殊メイクを担当。ランボーが銃弾による胴体の傷口に火薬を点火して自らを治療するシーンでは、デ・ロッシはシルベスター・スタローンの腹部と背中から同時に炎が噴出する装置を仕掛けた。スタローンはデ・ロッシの仕事に非常に感銘を受け、『デイライト』（1996）の特殊メイクにもデ・ロッシを起用した。
1989年には『電脳戦士サイ・ウォーリアー』（1989）で映画監督デビュー。また、同年にはファブリツィオ・デ・アンジェリス監督の映画『キラー・クロコダイル』（1989）における巨大ワニのモンスターを製作した。その続編『キラー・クロコダイル/怒りの逆襲』（1990）では監督も務めた。 
映画『仮面の男』（1998）で使用されたマスクのデザイナーとしても有名である。
2003年、フランスの若手ホラー映画監督アレクサンドル・アジャの依頼を受け、『ハイテンション』（2003）で特殊メイクを担当。シッチェス・カタロニア国際映画祭最優秀特殊メイク賞を受賞。
2021年4月10日、死去。

## 主なフィルモグラフィ
| 公開年 | 作品名                                                | 原題                                                                                             | 備考                 |
| ------ | ----------------------------------------------------- | ------------------------------------------------------------------------------------------------ | -------------------- |
| 1967年 | 『怒りの荒野』                                        | I giorni dell'ira                                                                                |                      |
| 1967年 | 『じゃじゃ馬ならし』                                  | The Taming of the Shrew                                                                          |                      |
| 1968年 | 『ウエスタン』                                        | C'era una volta il West                                                                          |                      |
| 1970年 | 『ワーテルロー』                                      | Waterloo                                                                                         |                      |
| 1970年 | 『女にしっぽがあったころ』                            | Quando le donne avevano la coda                                                                  |                      |
| 1972年 | 『バラキ』                                            | The Valachi Papers                                                                               |                      |
| 1972年 | "La più bella serata della mia vita"                  | （日本未公開）                                                                                   |                      |
| 1972年 | 『上院議員は女性がお好き』 （別題『エロティシスト』） | Nonostante le apparenze... e purchè la nazione non lo sappia... all'onorevole piacciono le donne |                      |
| 1973年 | 『さらばバルデス』                                    | Valdez, il mezzosangue                                                                           |                      |
| 1974年 | 『悪魔の墓場』                                        | Non si deve profanare il sonno dei morti                                                         |                      |
| 1974年 | 『別離』                                              | Ash Wednesday                                                                                    |                      |
| 1974年 | 『ブラック・シャツ/独裁者ムッソリーニを狙え!』        | Mussolini: Ultimo atto                                                                           |                      |
| 1976年 | 『フェリーニのカサノバ』                              | Il Casanova di Federico Fellini                                                                  |                      |
| 1976年 | 『1900年』                                            | Novecento                                                                                        |                      |
| 1976年 | "Emanuelle in America"                                | （日本未公開）                                                                                   |                      |
| 1979年 | 『サンゲリア』                                        | Zombi 2                                                                                          |                      |
| 1979年 | 『ヒューマノイド/宇宙帝国の陰謀』                     | L'umanoide                                                                                       |                      |
| 1980年 | 『ビヨンド』                                          | ...e tu vivrai nel terrore!: L'aldilà                                                            |                      |
| 1980年 | 『野獣死すべし』                                      | Luca il contrabbandiere                                                                          |                      |
| 1980年 | 『地獄の謝肉祭』                                      | Apocalypse domani                                                                                |                      |
| 1981年 | 『墓地裏の家』                                        | Quella villa accanto al cimitero                                                                 | クレジットのみ       |
| 1981年 | 『殺人魚フライングキラー』                            | Piranha II: The Spawning                                                                         |                      |
| 1982年 | 『トラヴィアータ/椿姫』                               | La traviata                                                                                      |                      |
| 1982年 | 『カヴァレリア・ルスティカーナ』                      | Cavalleria rusticana                                                                             |                      |
| 1982年 | 『道化師』                                            | I pagliacci                                                                                      |                      |
| 1984年 | 『デューン/砂の惑星』                                 | Dune                                                                                             |                      |
| 1984年 | 『キング・オブ・デストロイヤー/コナンPART2』          | Conan the Destroyer                                                                              |                      |
| 1988年 | 『ランボー3/怒りのアフガン』                          | Rambo III                                                                                        |                      |
| 1989年 | 『キラー・クロコダイル』                              | Killer Crocodile                                                                                 |                      |
| 1989年 | 『電脳戦士サイ・ウォーリアー』                        | Cyborg - Il guerriero d'acciaio                                                                  | 監督・脚本           |
| 1990年 | 『Dr. M／ドクトル・エム』                             | Dr. M                                                                                            |                      |
| 1990年 | 『キラー・クロコダイル/怒りの逆襲』                   | Killer Crocodile II                                                                              | 監督・脚本・特殊効果 |
| 1991年 | 『映写技師は見ていた』                                | The Inner Circle                                                                                 |                      |
| 1996年 | 『デイライト』                                        | Daylight                                                                                         |                      |
| 1996年 | 『ドラゴンハート』                                    | Dragonheart                                                                                      |                      |
| 1998年 | 『仮面の男』                                          | The Man in the Iron Mask                                                                         |                      |
| 2000年 | 『宮廷料理人ヴァテール』                              | Vatel                                                                                            |                      |
| 2000年 | 『戦場のジャーナリスト』                              | Harrison's Flowers                                                                               |                      |
| 2000年 | 『ハイテンション』                                    | Haute tension                                                                                    |                      |
| 2004年 | 『モディリアーニ 真実の愛』                           | Modigliani                                                                                       |                      |
| 2004年 | 『ニーベルングの指輪』                                | Die Nibelungen                                                                                   |                      |
| 2017年 | 『セブン・シスターズ』                                | What Happened to Monday (Seven Sisters)                                                          |                      |